# Парселмова
Парселмова — вигадана мова змій у сазі про Гаррі Поттера, яка асоціюється в пересічній свідомості з темною магією (хоча, за словами Дамблдора, це не обов'язково ознака зла). Ті, хто має здатність говорити цією мовою («парселмовці») зустрічаються дуже рідко. Люди можуть набувати подібних навичок шляхом навчання або за допомогою методу ксеноглосії, наприклад шляхом генетичного успадкування (або завдяки використанню небезпечної темної магії). Гаррі парселмовець: у частині Гаррі Поттер і таємна кімната це пояснюється тим, що Волдеморт частково передав Гаррі деякі свої здібності в ніч, коли намагався вбити його. У частині Смертельні реліквії розповідається, що часточка душі Волдеморта в Гаррі надає йому цю можливість, але згодом, внаслідок її руйнації, зникає і сама здібність.
Іншими відомими парселмовцями були Салазар Слизерин і його нащадки, у тому числі Волдеморт і Гонти. Дамблдор також розуміє парселмову, проте у нього це набута здібність, а не природна здатність. В «Напівкровному принці» він повторює слова Морфін Гонта «великий будинок на шляху», промовлені зміїною мовою.
Рон використовує парселмову в останній книзі, щоб знову відкрити Таємну кімнату, але він лише імітує звук фрази Гаррі, що була використана раніше в книзі.
Роулінг запозичила цей термін від застарілого слова, яке означало «того, хто має проблеми з ротом, як от заяча губа».
Френсіс Нолан, професор фонетики в Кембриджському університеті, розробив версію парселмови, яка використовується у фільмах. Вона має високу частоту щілинних і глоткових приголосних, що акустично наближені до фізіології змії.